# Primera ronda de la clasificación de Concacaf para la Copa Mundial de Fútbol de 1970
La Primera ronda de la Clasificación de Concacaf para la Copa Mundial de Fútbol de 1970 fue la etapa inicial, que determinó a los cuatro clasificados a la segunda ronda. Se disputó desde el 6 de octubre de 1968 al 23 de febrero de 1969.

## Formato
Las doce selecciones fueron distribuidas en cuatro grupos de tres equipos, en los cuales cada una disputó cuatro partidos (dos de local y dos de visitante). Las selecciones que se posicionaron primeras en cada grupo avanzaron a la ronda siguiente.

## Resultados

### Grupo 1
| Equipo         | Pts. | PJ | PG | PE | PP | GF | GC | Dif |
| -------------- | ---- | -- | -- | -- | -- | -- | -- | --- |
| Estados Unidos | 6    | 4  | 3  | 0  | 1  | 11 | 6  | 5   |
| Canadá         | 5    | 4  | 2  | 1  | 1  | 8  | 3  | 5   |
| Bermudas       | 1    | 4  | 0  | 1  | 3  | 2  | 12 | -10 |

| L\V                       | Bandera de Estados Unidos | Bandera de Canadá | Bandera de Bermudas |
| Bandera de Estados Unidos |                           | 1:0               | 6:2                 |
| Bandera de Canadá         | 4:2                       |                   | 4:0                 |
| Bandera de Bermudas       | 0:2                       | 0:0               |                     |

|  | Clasificado a la segunda ronda. |

| 6 de octubre de 1968 | Canadá                                 | 4:0 (3:0) | Bermudas | Varsity Stadium, Toronto                                  |                                                           |
|                      | Kerr 16' · Vigh 20' · Zanatta 42', 77' |           |          | Asistencia: 3.432 espectadores Árbitro(s): Javier Galindo | Asistencia: 3.432 espectadores Árbitro(s): Javier Galindo |

| 13 de octubre de 1968 | Canadá                                            | 4:2 (1:1) | Estados Unidos        | Varsity Stadium, Toronto                                 |                                                          |
|                       | McPate 40', 68' · Pattersen 79' · Vigh 89' (pen.) |           | Roy 38' · Stritzl 89' | Asistencia: 5.959 espectadores Árbitro(s): Franz Figaroa | Asistencia: 5.959 espectadores Árbitro(s): Franz Figaroa |

| 20 de octubre de 1968 | Bermudas | 0:0 | Canadá | Estadio Nacional, Hamilton                                    |  |
|                       |          |     |        | Asistencia: 5.324 espectadores Árbitro(s): Theodorus Koetsier |  |

| 26 de octubre de 1968 | Estados Unidos | 1:0 (0:0) | Canadá | County Stadium, Atlanta                                    |                                                            |
|                       | Albrecht 50'   |           |        | Asistencia: 2.727 espectadores Árbitro(s): Juan Soto París | Asistencia: 2.727 espectadores Árbitro(s): Juan Soto París |

| 3 de noviembre de 1968 | Estados Unidos                                          | 6:2 (2:1) | Bermudas             | Municipal Stadium, Kansas City                          |                                                         |
|                        | Millar 22', 63', 82' · Baker 25', 56' · Cann 60' (a.g.) |           | Trott 34' · Best 51' | Asistencia: 2.265 espectadores Árbitro(s): Felix Fingal | Asistencia: 2.265 espectadores Árbitro(s): Felix Fingal |

| 11 de noviembre de 1968 | Bermudas | 0:2 (0:2) | Estados Unidos            | Estadio Nacional, Hamilton                               |                                                          |
|                         |          |           | Smith 8' (a.g.) · Roy 41' | Asistencia: 2.942 espectadores Árbitro(s): Felipe Buergo | Asistencia: 2.942 espectadores Árbitro(s): Felipe Buergo |

### Grupo 2
| Equipo            | Pts. | PJ | PG | PE | PP | GF | GC | Dif |
| ----------------- | ---- | -- | -- | -- | -- | -- | -- | --- |
| Haití             | 5    | 4  | 2  | 1  | 1  | 9  | 5  | 4   |
| Guatemala         | 4    | 4  | 1  | 2  | 1  | 5  | 3  | 2   |
| Trinidad y Tobago | 3    | 4  | 1  | 1  | 2  | 4  | 10 | -6  |

| L\V                          | Bandera de Haití | Bandera de Guatemala | Bandera de Trinidad y Tobago |
| Bandera de Haití             |                  | 2:0                  | 2:4                          |
| Bandera de Guatemala         | 1:1              |                      | 4:0                          |
| Bandera de Trinidad y Tobago | 0:4              | 0:0                  |                              |

Todos los partidos de Trinidad y Tobago como local los jugó fuera.

|  | Clasificado a la segunda ronda. |

| 17 de noviembre de 1968 | Guatemala                                                        | 4:0 (1:0) | Trinidad y Tobago | Estadio Mateo Flores, Ciudad de Guatemala                |                                                          |
|                         | Stokes 30' · Murren 66' (a.g.) · Bastide 78' (a.g.) · Melgar 88' |           |                   | Asistencia: 26.845 espectadores Árbitro(s): Martin Araya | Asistencia: 26.845 espectadores Árbitro(s): Martin Araya |

| 20 de noviembre de 1968 | Trinidad y Tobago | 0:0 | Guatemala | Estadio Mateo Flores, Ciudad de Guatemala               |  |
|                         |                   |     |           | Asistencia: 16.215 espectadores Árbitro(s): Raúl Osorio |  |

| 23 de noviembre de 1968 | Trinidad y Tobago | 0:4 (1:0) | Haití                                          | Estadio Sylvio Cator, Puerto Príncipe                     |                                                           |
|                         |                   |           | Barthélemy 37' · Obas 56' · Saint-Vil 63', 84' | Asistencia: 6.368 espectadores Árbitro(s): Alfonso Segura | Asistencia: 6.368 espectadores Árbitro(s): Alfonso Segura |

| 25 de noviembre de 1968 | Haití                     | 2:4 (1:2) | Trinidad y Tobago                     | Estadio Sylvio Cator, Puerto Príncipe                                 |                                                                       |
|                         | Guillaume 23' · Vorbe 52' |           | Archibald 3', 73', 85' · Cummings 42' | Asistencia: 2.233 espectadores Árbitro(s): Alfonso González Archundia | Asistencia: 2.233 espectadores Árbitro(s): Alfonso González Archundia |

| 8 de diciembre de 1968 | Haití                      | 2:0 (2:0) | Guatemala | Estadio Sylvio Cator, Puerto Príncipe                    |                                                          |
|                        | Désir 15' · Barthélemy 45' |           |           | Asistencia: 7.755 espectadores Árbitro(s): Eladio Sibaja | Asistencia: 7.755 espectadores Árbitro(s): Eladio Sibaja |

| 23 de febrero de 1969 | Guatemala    | 1:1 (1:0) | Haití    | Estadio Mateo Flores, Ciudad de Guatemala                   |                                                             |
|                       | González 21' |           | Obas 64' | Asistencia: 53.728 espectadores Árbitro(s): Kenneth Chaplin | Asistencia: 53.728 espectadores Árbitro(s): Kenneth Chaplin |

### Grupo 3
| Equipo     | Pts. | PJ | PG | PE | PP | GF | GC | Dif |
| ---------- | ---- | -- | -- | -- | -- | -- | -- | --- |
| Honduras   | 7    | 4  | 3  | 1  | 0  | 7  | 2  | 5   |
| Costa Rica | 5    | 4  | 2  | 1  | 1  | 7  | 3  | 4   |
| Jamaica    | 0    | 4  | 0  | 0  | 4  | 2  | 11 | -9  |

| L\V                   | Bandera de Honduras | Bandera de Costa Rica | Bandera de Jamaica |
| Bandera de Honduras   |                     | 1:0                   | 3:1                |
| Bandera de Costa Rica | 1:1                 |                       | 3:0                |
| Bandera de Jamaica    | 0:2                 | 1:3                   |                    |

Todos los partidos de Jamaica como local los jugó fuera.

|  | Clasificado a la segunda ronda. |

| 27 de noviembre de 1968 | Costa Rica                        | 3:0 (0:0) | Jamaica | Estadio Nacional, San José                                      |                                                                 |
|                         | Mullings 80', 88' · Chavarría 90' |           |         | Asistencia: 14.940 espectadores Árbitro(s): Jorge Montes de Oca | Asistencia: 14.940 espectadores Árbitro(s): Jorge Montes de Oca |

| 1 de diciembre de 1968 | Jamaica      | 1:3 (1:2) | Costa Rica                              | Estadio Nacional, San José                                             |                                                                        |
|                        | Hamilton 41' |           | Chavarría 3' · Núñez 10' · Elizondo 50' | Asistencia: 11.273 espectadores Árbitro(s): Alfonso González Archundia | Asistencia: 11.273 espectadores Árbitro(s): Alfonso González Archundia |

| 5 de diciembre de 1968 | Honduras                            | 3:1 (2:0) | Jamaica   | Estadio Nacional, Tegucigalpa                         |                                                       |
|                        | Urquía 18' · Rosales 41' · Dick 56' |           | Welsh 89' | Asistencia: 7.441 espectadores Árbitro(s): Larry King | Asistencia: 7.441 espectadores Árbitro(s): Larry King |

| 8 de diciembre de 1968 | Jamaica | 0:2 (0:1) | Honduras                | Estadio Nacional, Tegucigalpa                        |                                                      |
|                        |         |           | Mendoza 42' · Mejía 73' | Asistencia: 3.577 espectadores Árbitro(s): Frank Lee | Asistencia: 3.577 espectadores Árbitro(s): Frank Lee |

| 22 de diciembre de 1968 | Honduras  | 1:0 (1:0) | Costa Rica | Estadio Nacional, Tegucigalpa                             |                                                           |
|                         | Gómez 32' |           |            | Asistencia: 8.724 espectadores Árbitro(s): Michael Wuertz | Asistencia: 8.724 espectadores Árbitro(s): Michael Wuertz |

| 28 de diciembre de 1968 | Costa Rica    | 1:1 (1:1) | Honduras           | Estadio Nacional, San José                                     |                                                                |
|                         | Chavarría 40' |           | Rosales 25' (pen.) | Asistencia: 21.636 espectadores Árbitro(s): George Cumberbatch | Asistencia: 21.636 espectadores Árbitro(s): George Cumberbatch |

### Grupo 4
| Equipo                | Pts. | PJ | PG | PE | PP | GF | GC | Dif |
| --------------------- | ---- | -- | -- | -- | -- | -- | -- | --- |
| El Salvador           | 6    | 4  | 3  | 0  | 1  | 10 | 5  | 5   |
| Guayana Neerlandesa   | 4    | 4  | 2  | 0  | 2  | 10 | 9  | 1   |
| Antillas Neerlandesas | 2    | 4  | 1  | 0  | 3  | 3  | 9  | -6  |

| L\V                              | Bandera de El Salvador |     | Bandera de Antillas Neerlandesas |
| Bandera de El Salvador           |                        | 6:0 | 1:0                              |
|                                  | 4:1                    |     | 6:0                              |
| Bandera de Antillas Neerlandesas | 1:2                    | 2:0 |                                  |

|  | Clasificado a la segunda ronda. |

| 24 de noviembre de 1968 | Guayana Neerlandesa                                        | 6:0 (3:0) | Antillas Neerlandesas | Estadio Nacional, Paramaribo                          |                                                       |
|                         | Corte 11', 59' · Schoonhoven 23', 39' · Vanenburg 67', 73' |           |                       | Asistencia: 8.000 espectadores Árbitro(s): Larry King | Asistencia: 8.000 espectadores Árbitro(s): Larry King |

| 1 de diciembre de 1968 | El Salvador                                                         | 6:0 (1:0) | Guayana Neerlandesa | Estadio Flor Blanca, San Salvador                              |                                                                |
|                        | Azúcar 33', 47' · Estrada 53', 58' · Quintanilla 69' · Flamenco 81' |           |                     | Asistencia: 10.037 espectadores Árbitro(s): Lloyd de Gourville | Asistencia: 10.037 espectadores Árbitro(s): Lloyd de Gourville |

| 5 de diciembre de 1968 | Antillas Neerlandesas    | 2:0 (0:0) | Guayana Neerlandesa | Estadio Trinidad, Oranjestad                           |                                                        |
|                        | Brokke 60' · Martina 74' |           |                     | Asistencia: 1.592 espectadores Árbitro(s): Arthur King | Asistencia: 1.592 espectadores Árbitro(s): Arthur King |

| 12 de diciembre de 1968 | El Salvador     | 1:0 (0:0) | Antillas Neerlandesas | Estadio Flor Blanca, San Salvador                             |                                                               |
|                         | Quintanilla 75' |           |                       | Asistencia: 12.205 espectadores Árbitro(s): John Di Salvatori | Asistencia: 12.205 espectadores Árbitro(s): John Di Salvatori |

| 15 de diciembre de 1968 | Antillas Neerlandesas | 1:2 (0:0) | El Salvador                | Estadio Flor Blanca, San Salvador                              |                                                                |
|                         | Martina 86'           |           | Martínez 58' · Barraza 83' | Asistencia: 13.059 espectadores Árbitro(s): Lloyd de Gourville | Asistencia: 13.059 espectadores Árbitro(s): Lloyd de Gourville |

| 22 de diciembre de 1968 | Guayana Neerlandesa                           | 4:1 (3:1) | El Salvador | Estadio Nacional, Paramaribo                             |                                                          |
|                         | Lagadeau 16', 21' · Oothuizen 43' · Schal 74' |           | Azúcar 11'  | Asistencia: 4.327 espectadores Árbitro(s): Osmond Downer | Asistencia: 4.327 espectadores Árbitro(s): Osmond Downer |

## Goleadores
3 goles
- Víctor Azúcar
- Peter Millar
- Warren Archibald
- Eduardo Chavarría

2 goles
| - Antonio Martina - Sergio Zanatta - Tibor Vigh - Ralph McPate | - Joel Estrada - José Antonio Quintanilla - Willy Roy - Gerry Baker - Pauli Corte | - Rudolf Schoonhoven - Roy Vanenburg - Jules Lagadeau - Donaldo Rosales - Reynaldo Mullings |

1 gol
| - Wouter Brokke - Winston Trott - Clyde Best - Johnny Kerr - Norm Pattersen - Edgar Núñez - Walter Elizondo - Salvador Flamenco - Juan Ramón Martínez - Juan Francisco Barraza | - Siegfried Stritzl - Dietrich Albrecht - David Stokes - Nelson Melgar - Edgar González - Stuart Oothuizen - Edwin Schal - Hugues Guillaume - Philippe Vorbe - Jean-Claude Désir - Guy Saint-Vil - Claude Barthélemy - Joseph Obas | - Jorge Urquía - Rafael Dick - Marco Mendoza - Reynaldo Mejía - Rigoberto Gómez - Evan Welsh - Joshua Hamilton - Everald Cummings |

Autogoles
- Kenneth Cann (a favor de Estados Unidos)
- Rudolf Smith (a favor de Estados Unidos)
- Selwyn Murren (a favor de Guatemala)
- Tyrone de la Bastide (a favor de Guatemala)